# José María Esteban Celorrio
José María Esteban Celorrio (ur. 27 maja 1954 w Lleidzie) – hiszpański kajakarz. Srebrny medalista olimpijski z Montrealu.
Zawody w 1976 były jego drugimi igrzyskami olimpijskimi, debiutował w 1972. Zajął drugie miejsce w kajakowych czwórkach na dystansie 1000 metrów, osadę hiszpańską tworzyli również José Ramón López, Herminio Menéndez i Luis Gregorio Ramos. Był medalistą mistrzostw świata – zdobył m.in. złoto w 1975 w czwórce na dystansie 1000 metrów.